# 原沢侑高
原沢 侑高（はらさわ ゆたか、1996年12月17日 - ）は、日本の俳優である。身長188cm。所属事務所は浅井企画。山口県出身。実兄は柔道選手でリオデジャネイロオリンピックで銀メダルの原沢久喜。趣味は乗馬。特技は柔道、野球、詩吟。

## 略歴
下関市立日新中学校から山口県立下関中央工業高等学校に進学し卒業。2016年より劇団俳優座研究所にて芝居の基礎を学び卒業。2017年8月、浅井企画より俳優としてデビュー。
2018年ミスター・ジャパン(Mr.Japan)ファイナリストとなる。7月に椿山荘で行われる大会にMr.YAMAGUCHIとして出場する。
映像初作品は栗山健一が監督を務める松室政哉「衝動のファンファーレ」のミュージックビデオである。
幼少期は兄同様、自身も柔道をやっており実際に県大会で優勝する実力者だった。小学3年生で野球に転向するが、兄の影響もあり高校からはまた柔道に復帰。高校卒業後は中学生の頃からの夢である俳優を目指し上京。

## 出演

### 映画
- タロウのバカ（2019年）(大森立嗣)
- コンフィデンスマンJP プリンセス編(田中亮)
- 無類(井筒和幸)
- Sucker Punch」（藤田真一）-良一役
- マイ・ダディ(金井純一)
- 今はちょっと、ついてないだけ(柴山健次) -若い頃の立花浩樹役
- 虎の流儀~激突！ 燃える嵐の関門編~(辻裕之) -大楽隆役
- 山崎一門～日本統一外伝～（辻裕之）-今井健二役
- キャンセル兄ちゃん（三澤拓哉）
- 野球部に花束を(飯塚健) -川手昇役
- SEE HEAR LOVE 〜見えなくても聞こえなくても愛してる〜（イ・ジェハン）
- 東京リベンジャーズ２　血のハロウィン編-決戦-（英勉）-池袋ICBM総長・阪本泉役

### テレビドラマ
- 絶対零度～未然犯罪潜入捜査～（フジテレビ）第9話
- SUITS/スーツ 2（フジテレビ）
- メゾン・ド・ポリス（TBS）第4話
- 隕石家族（フジテレビ）第3話 - カップル役
- やんごとなき一族 （フジテレビ）第4話 - 瀧川 役
- テッパチ!（フジテレビ）第1話 - 五十嵐 役
- イチケイのカラス スペシャル（フジテレビ）
- ノンレムの窓「意識低い系」（原案：バカリズム、日本テレビ）
- THE DAYS（Netflix）
- ドラマ特区「結婚予定日」（深川栄洋監督、毎日放送） -タケル役
- ドラマ特区「「彼女と彼氏の明るい未来」（毎日放送） -立木役
- ウルトラマン ニュージェネレーション スターズ（テレビ東京） - 予告ナレーション

### 舞台
- 劇団俳優座研究生公演「時の物置」主演　（作：永井愛　演出：眞鍋卓嗣）
- 劇団男魂　第19回本公演「バカデカ　勿忘草」前田泰生役（演出：杉本凌士、2019年4月／ああるすぽっと)
- フラガール 三四郎役（作・演出：羽原大介、2019年11月、赤坂RED THEATERほか）

### ミュージックビデオ
- 松室政哉
  - 衝動のファンファーレ

### CM
- SUZUKI
  - エブリイ「エブリイのおかげでしょ編」